# Albrecht von Kessel
Albrecht von Kessel (* 6. November 1902 in Ober-Glauche; † 15. April 1976 in Bad Godesberg) war ein deutscher Diplomat.

## Leben
Albrecht von Kessel war Sohn des Rittergutsbesitzers Kurt von Kessel und dessen Ehefrau Theodora, geborene von Bethmann-Hollweg, einer Cousine von Reichskanzler Theobald von Bethmann Hollweg.
Sein Bruder Friedrich von Kessel war nach dem Krieg Landwirtschaftsminister in Niedersachsen und Parteivorsitzender des GB/BHE.
Von Kessel besuchte die Klosterschule Roßleben und studierte Jura in München und Breslau. Nach dem Referendarexamen 1926 wurde er 1927 in den Diplomatischen Dienst einberufen. 1939 wurde er in der besetzten Tschechoslowakei in Prag eingesetzt, 1941 bis 1943 im Konsulat in Genf. Er half der deutschen Opposition gegen Hitler, mit der freien Welt in Verbindung zu bleiben. Er gehörte zum „Freundes- und Mitwisserkreis“ um Hans Bernd von Haeften und Adam von Trott zu Solz, allerdings nicht zum Kreisauer Kreis (vgl. Peter Steinbach und Harald Vocke). Er war Gesandtschaftsrat beim Heiligen Stuhl und war schon vor dem Scheitern des Attentats vom 20. Juli 1944 seit der alliierten Besetzung Roms am 4. Juni 1944 zusammen mit Botschafter Ernst von Weizsäcker und weiteren Botschaftsangehörigen wie der Familie von Sigismund von Braun im Vatikan durch eine Art von goldenem Käfig sowohl vor dem Zugriff durch US-amerikanische Truppen als auch vor der Verfolgung durch die Nazis geschützt. Ohne Erlaubnis der Alliierten durften sie ihr Domizil im Vatikan nicht verlassen und in die Stadt Rom gelangen. Gelegentlich wurde diese Erlaubnis erteilt, wie zum Beispiel zur Geburt und dann später zur Taufe von Kindern der deutschen Diplomaten. Ende August 1946 kehrte er zusammen mit weiteren Botschaftsangehörigen zurück in die amerikanische Zone in Deutschland, nachdem ihm freies Geleit zugesichert wurde. Allerdings hielten sich die Amerikaner nicht an diese Zusage, sondern internierten Kessel sowie andere Angehörige des Auswärtigen Dienstes in der Festung Hohenasperg nahe Ludwigsburg zwecks Durchführung des damals üblichen Entnazifizierungsverfahrens. Den Verlust der Freunde und Schulkameraden aus der gemeinsam besuchten Klosterschule Roßleben hat von Kessel zeitlebens nicht verwunden. Die Frage, weshalb ausgerechnet er davongekommen war, hat ihn nicht mehr losgelassen.
Nach dem Zweiten Weltkrieg war er wieder im diplomatischen Dienst der Bundesrepublik Deutschland tätig. Zunächst vertrat er traditionelle außenpolitische Vorstellungen einer Brückenfunktion Deutschlands als Mittler zwischen Ost und West. Die Wiedervereinigung war ihm oberstes Ziel, dafür wollt er bis Anfang der fünfziger Jahre eine Neutralisierung Deutschlands in Kauf nehmen. Später erschien ihm die Westbindung und ihre freiheitliche Grundordnung unabdingbar. Eine Wiedervereinigung schien ihm nur im Rahmen einer europäischen Einigung möglich, die als „dritte Kraft“ eine Mittlerfunktion zwischen den Blöcken bilden müsse.
Im September 1959 schied er enttäuscht über die Ost- und Deutschlandpolitik (Hallstein-Doktrin) aus dem Dienst. Er gilt als Wegbereiter der Ostpolitik von Willy Brandt. Er publizierte nach seinem Ausscheiden aus dem diplomatischen Dienst u. a. in der Welt und der Zeit. Eine Gedenktafel im heutigen Głuchów Górny (Ober-Glauche) erinnert an ihn.

## Ehrungen
- 1968: Großes Verdienstkreuz mit Stern der Bundesrepublik Deutschland

## Schriften
- Peter Steinbach (Hrsg.): Albrecht von Kessel. Verborgene Saat. Aufzeichnungen aus dem Widerstand 1933–1945. Ullstein, Berlin u. a. 1992, ISBN 3-550-07209-0.
- Das Stille Gut. 2. Auflage. Bergstadtverlag Korn, Würzburg 2004, ISBN 3-87057-254-X. (1. Auflage 1973)
- Gegen Hitler und für ein anderes Deutschland. Als Diplomat in Krieg und Nachkrieg. Lebenserinnerungen. Herausgegeben von Ulrich Schlie. Unter Mitarbeit von Stephanie Salzmann, mit einem Vorwort von Richard von Weizsäcker. Böhlau-Verlag, Wien u. a. 2008, ISBN 978-3-205-77465-5.